# Liste der Landschaftsschutzgebiete im Landkreis Konstanz
Im Landkreis Konstanz gibt es 16 Landschaftsschutzgebiete. Das älteste Landschaftsschutzgebiet im Kreis ist das bereits 1939 eingerichtete Gebiet Bergkirche Büsingen.

## Landschaftsschutzgebiete im Landkreis Konstanz
| Name                                 | Bild                   | Kennung               | Einzelheiten | Position | Fläche Hektar | Datum         |
| ------------------------------------ | ---------------------- | --------------------- | --- | -------- | ------------- | ------------- |
| Bergkirche Büsingen                  |                        | 3.35.001 WDPA: 319888 | Büsingen am Hochrhein Überragender Hügel mit der Bergkirche St. Michael, der Urkirche von Schaffhausen aus dem 11./12. Jahrhundert, mit ummauertem Friedhof. | ⊙        | 13,8          | 19. Apr. 1939 |
| Galgenberg                           |                        | 3.35.002 WDPA: 320947 | Singen (Hohentwiel) Markante Erhebung nördlich Bohlingen, am Südabhang Rebhänge. | ⊙        | 105,4         | 2. Juni 1949  |
| Bodenseeufer                         |                        | 3.35.003 WDPA: 320003 | Allensbach, Gaienhofen, Konstanz, Öhningen Es sind im badischen Teil des Bodensees die ursprünglichsten Teile des Seeufers der Bebauung entzogen, andere Teile für eine geregelte Bebauung freigegeben. 19. April 1991 (Änd. s. NSG 3.179), VO 1. Juli 1998 (Änd. s. NSG 3.248)                        | ⊙        | 1.045,2       | 13. Aug. 1952 |
| Hegau                                | Hohenstoffeln im Hegau | 3.35.004 WDPA: 321495 | Engen, Gottmadingen, Hilzingen, Singen (Hohentwiel) Der Schutz erstreckt sich über die ganze Vulkanlandschaft des Hegaus vom Neuhöwen im Norden bis zum Rosenegg im Süden. | ⊙        | 8.388,4       | 29. März 2004 |
| Insel Reichenau                      | Westteil der Reichenau | 3.35.005 WDPA: 321956 | Reichenau Neben den 1000-jährigen Kulturdenkmälern hat die Reichenau auch erhebliche landschaftliche Schönheiten aufzuweisen, die vor weiterer Minderung bewahrt werden müssen. | ⊙        | 200,7         | 20. März 1954 |
| Schienerberg                         |                        | 3.35.006 WDPA: 324141 | Gaienhofen, Moos, Öhningen, Singen (Hohentwiel) Schienerberg und Höri sind noch weitgehend unberührte Landschaften zwischen Zeller- und Untersee. | ⊙        | 4.330,1       | 25. Apr. 2003 |
| Schlossberg Friedingen               |                        | 3.35.007 WDPA: 324193 | Singen (Hohentwiel), Steißlingen Östlich von Friedingen auf einem teilweise bewaldeten Bergkegel das Friedinger Schloss mit Wäldern, Äckern und Grünflächen. | ⊙        | 387,3         | 9. Mai 1957   |
| Rheinufer Büsingen-Gailingen         |                        | 3.35.008 WDPA: 323866 | Büsingen am Hochrhein, Gailingen am Hochrhein Der Rhein mit auf großen Strecken noch natürlichen Ufern, welche mit den ansteigenden Rebbergen und Wäldern, mit dem Ortsbild des Städtchens Diessenhofen (Schweiz) und der alten Holzbrücke zusammen ein Landschaftsbild von seltener Schönheit bilden. | ⊙        | 255,0         | 21. Juni 1957 |
| Bodanrück                            |                        | 3.35.009 WDPA: 319996 | Allensbach, Konstanz, Radolfzell am Bodensee, Reichenau Molasserücken zwischen Überlinger See und Gnadensee. | ⊙        | 5.490,4       | 13. Aug. 2004 |
| Krebsbachtal                         |                        | 3.35.010 WDPA: 322303 | Eigeltingen Durchbruchstal des Krebsbaches durch Jura zum Molassegebiet des Bodensees, mit felsdurchsetzten Hängen und bemerkenswerten Laub- und Mischwäldern. | ⊙        | 91,9          | 26. März 1940 |
| Bodenseeufer                         |                        | 3.35.011 WDPA: 320003 | Stockach, Bodman-Ludwigshafen Bodenseeufer soll möglichst von Bebauung freigehalten werden. | ⊙        | 874,8         | 6. Juli 1951  |
| Wollmatinger Ried-Untersee-Gnadensee |                        | 3.35.012 WDPA: 325938 | Reichenau Das Gebiet umfasst die Straße zwischen Festland und Insel Reichenau, den Inseldamm sowie die bebauten und landwirtschaftlich genutzten Flächen im Gewann Schopflen. | ⊙        | 9,6           | 16. Dez. 1980 |
| Schanderied                          |                        | 3.35.013 WDPA: 324114 | Stockach, Bodman-Ludwigshafen Das Gebiet dient im Wesentlichen als Pufferzone für das gleichnamige Naturschutzgebiet. | ⊙        | 51,0          | 17. Nov. 1981 |
| Mindelsee                            |                        | 3.35.014 WDPA: 322975 | Radolfzell am Bodensee Erhaltung von Teilbereichen als Ergänzung zum gleichnamigen Naturschutzgebiet. | ⊙        | 48,8          | 3. Sep. 1984  |
| Langensteiner Durchbruchstal         |                        | 3.35.015 WDPA: 322511 | Orsingen-Nenzingen Schutz- und Ergänzungsraum für das gleichnamige NSG. | ⊙        | 12,6          | 19. Dez. 1991 |
| Hohentwiel                           |                        | 3.35.016 WDPA: 378484 | Hilzingen, Singen (Hohentwiel) Dient der Sicherung des Naturschutzgebietes und des Bannwaldes. | ⊙        | 62,2          | 29. März 2004 |
| Legende für Landschaftsschutzgebiet  |                        |                       | |          |               |               |